# Cómo eliminar a su jefe
Cómo eliminar a su jefe (título original en inglés: Nine to Five) es una comedia protagonizada por Jane Fonda, Lily Tomlin, Dolly Parton y Dabney Coleman. La trama cuenta la historia de tres mujeres trabajadoras que fantasean sobre cómo matar a su jefe y en un giro inesperado sus fantasías se vuelven realidad.
La película tuvo una continuación en una serie protagonizada por Rachel Dennison, Rita Moreno y Valerie Curtin.
En marzo de 2009 se estrenó en Broadway 9 to 5:The Musical, con la dirección y las canciones de la diva Dolly Parton.

## Sinopsis
El ama de casa reservada Judy Bernly debe comenzar a trabajar como secretaria en «Consolidated Companies» después de que su esposo se separe de ella. Judy se pone bajo la supervisión de la viuda experimentada y de lengua afilada Violet Newstead. Ambas trabajan para el egoísta y sexista vicepresidente Franklin Hart, a quien Violet entrenó una vez y que difunde el falso rumor de que él y su atractiva secretaria, Doralee Rhodes (que está casada), están teniendo una aventura.

## Reparto
- Lily Tomlin como Violet Newstead
- Jane Fonda como Judy Bernly
- Dolly Parton como Doralee Rhodes

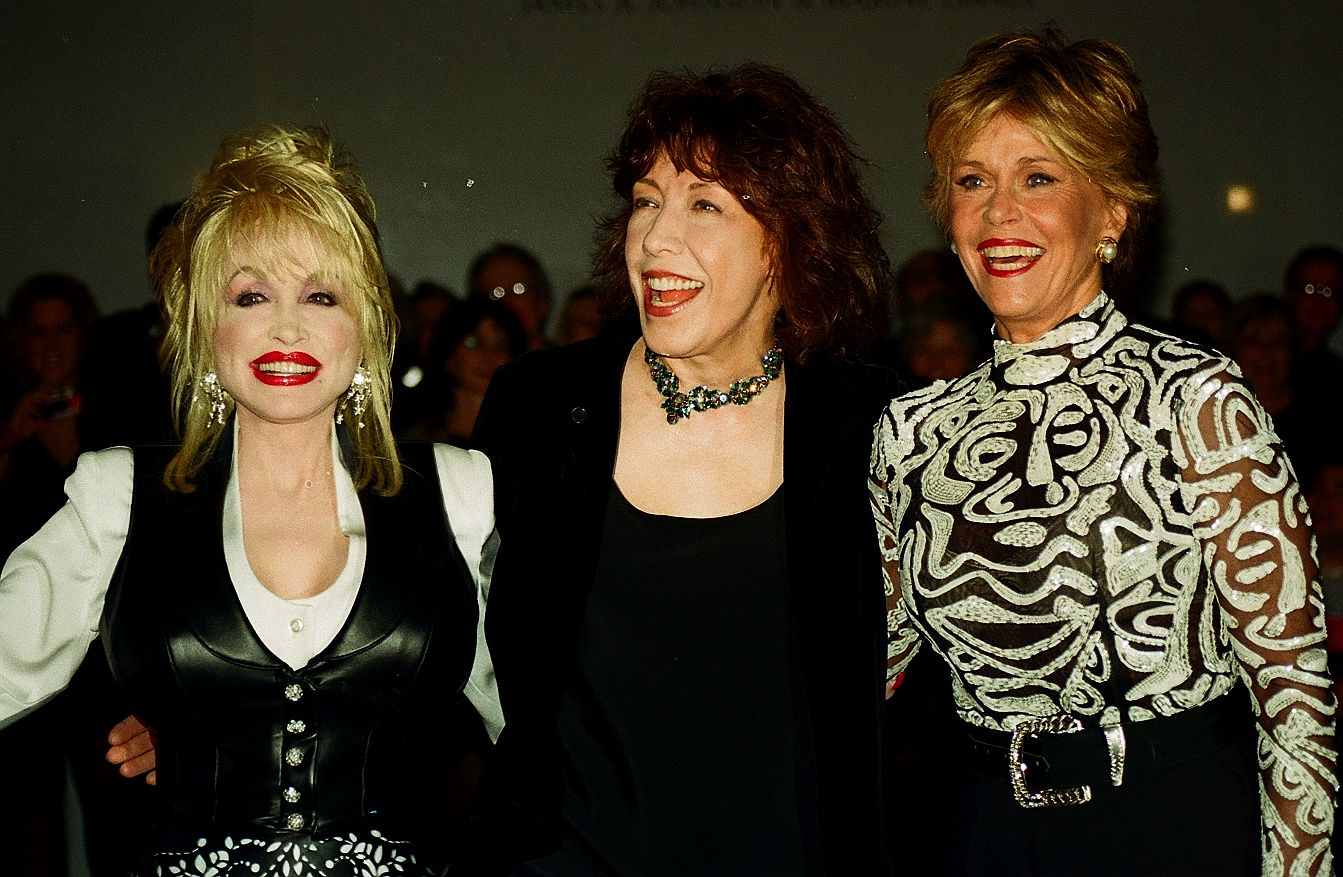
Parton, Tomlin y Fonda en el año 2000

- Dabney Coleman como Franklin Hart Jr.
- Sterling Hayden como Russell Tinsworthy
- Elizabeth Wilson como Roz
- Henry Jones como Hinkle
- Lawrence Pressman como Dick, exesposo de Judy.
- Marian Mercer como Missy Hart, esposa de Franklin
- Renn Woods como Barbara
- Norma Donaldson como Betty
- Roxanna Bonilla-Giannini como Maria
- Peggy Pope como Margaret
- Richard Stahl como Meade
- Ray Vitte como Eddie

## Canción de Dolly Parton
El tema principal de la película, «9 to 5», escrito y grabado por Parton, se convirtió en uno de sus mayores éxitos de la década. Mientras filmaba la película de 9 a 5, Parton descubrió que podía usar sus largas uñas acrílicas para simular el sonido de una máquina de escribir. Escribió la canción en el set chasqueando las uñas y formando el ritmo. La canción llegó al número uno durante dos semanas en el Billboard Hot 100, así como en las listas de sencillos country de EE. UU., y fue nominada a varios premios, incluido el Premio de la Academia a la Mejor Canción Original. Ganó el premio People’s Choice Award de 1981 por «Canción cinematográfica favorita» y dos premios Grammy de 1982: por «Canción country del año» y «Voz country femenina del año» (fue nominada a cuatro premios Grammy). Además, fue certificado platino por la RIAA.

## Recepción

### Crítica
Roger Ebert le dio a la película tres estrellas de cuatro y la calificó de «entretenimiento agradable, y me gustó, a pesar de sus cualidades desiguales y una trama que es casi demasiado absurda para el material». Ebert destacó a Dolly Parton como «una estrella de cine nata» que «contiene tanta energía, tanta vida y una exuberancia natural no estudiada que verla hacer cualquier cosa en esta película es un placer». Vincent Canby de The New York Times estaba menos entusiasmado y escribió: «Claramente, es una película que comenzó como una idea brillante de alguien, que luego entró en producción antes de que nadie tuviera tiempo de darle una personalidad bien definida».
La película tiene una puntuación del 68 % en Rotten Tomatoes según noventa y una reseñas. El consenso crítico dice: «Puede que no sea una gran manera de ganarse la vida, pero de 9 a 5 es una comedia maravillosamente interpretada que presenta algunos puntos importantes sobre los roles de género en el lugar de trabajo». Metacritic le dio a la película una partitura de cincuenta y ocho basado en doce reseñas, indicando «reseñas mixtas o promedio».

### Premios y nominaciones
| Premios                                     | Categoría                              | Nominado/a                               | Resultado   |
| ------------------------------------------- | -------------------------------------- | ---------------------------------------- | ----------- |
| Premios Oscar                               | Mejor canción original                 | «9 to 5» Música y letra por Dolly Parton | Nominado    |
| Academy of Country Music Awards             | música country de película del año     | Bruce Gilbert                            | Nominado    |
| Golden Globe Awards                         | Mejor Actriz de Comedia o Musical      | Dolly Parton                             | Nominada    |
| Golden Globe Awards                         | Nueva Estrella del Año - Femenina      | Dolly Parton                             | Nominada    |
| Golden Globe Awards                         | Mejor Canción Original                 | «9 to 5» Música y letra por Dolly Parton | Nominada    |
| Grammy Awards                               | Canción del año                        | «9 to 5» – Dolly Parton                  | Nominada    |
| Grammy Awards                               | Mejor Canción Country                  | «9 to 5» – Dolly Parton                  | Ganadora    |
| Grammy Awards                               | Mejor interpretación vocal country     | «9 to 5» – Dolly Parton                  | Ganadora    |
| Grammy Awards                               | Mejor música escrita para una película | 9 to 5 – Charles Fox y Dolly Parton      | Nominados   |
| Online Film & Television Association Awards | Salón de la fama – canción             | «9 to 5»                                 | introducida |
| People's Choice Awards                      | Canción favorita de una película       | «9 to 5»                                 | Ganadora    |
| Writers Guild of America Awards             | Mejor Comedia                          | Colin Higgins y Patricia Resnick         | Nominados   |